# Vierge à l'Enfant (Jeanne d'Évreux)
La Vierge de Jeanne d'Évreux est une œuvre anonyme réalisée à une date située entre 1324 (date où Jeanne devient reine) et 1339 (date du don inscrite sur le socle), conservée et exposée au musée du Louvre, dans les salles du Trésor de Saint-Denis du département des Objets d'art. Jeanne d'Évreux, reine de France de 1324 à 1328, en a fait don à l'abbaye de Saint-Denis en 1339.

## Description
Sur un socle soutenu dans les angles par des figurines de lion, Marie tient l'Enfant Jésus. Dans sa main droite, elle tient une fleur de lys, reliquaire qui contenait à l'origine les reliques du lait, des vêtements et des cheveux de la Vierge, tandis que l'Enfant pose sa main sur sa joue.
Sur le socle, des petits piliers ornés des figures de prophètes séparent des plaques d'émaux qui retracent les événements de la vie du Christ sur terre :
- L'Annonciation
- La Visitation
- La naissance du Christ
- L'Adoration des bergers et l'Adoration des Mages
- La Présentation au Temple
- La fuite en Égypte
- Le massacre des Innocents
- La Résurrection
- La Descente aux limbes

Toujours sur le socle, l'inscription suivante est gravée :
« Ceste ymage donna ceans Madame la Royne Jehanne devreux, Royne de France et de Navarre Compaigne du roi Challes le XXVIIIe jour d'avril l'an MCCC XXXIX »
La reine Jeanne d'Évreux, veuve et douairière depuis 1328, est la donatrice de ce reliquaire marial à l'abbaye de Saint-Denis, où elle fut enterrée à sa mort en 1371.
Depuis 1993, l'œuvre est exposée dans une vitrine isolée de l'axe central de la 3e salle du département des Objets d'art. Depuis 2017, son image a été choisie comme "visuel" de la signalétique menant le visiteur depuis la pyramide jusqu'au département des Objets d'art, au sein de la région Richelieu du musée du Louvre.